# Адрес Ленина
«Адрес Ленина» — советский детский фильм 1929 года о жизни пионеров режиссёра Владимира Петрова. 
Фильм не сохранился, входит в перечень Госфильмофонда из 102 самых значимых утраченных российских картин.

## Сюжет
Ленинградские пионеры, устроившие детский клуб в старом заброшенном доме, где когда-то жил В. И. Ленин, строят детскую площадку и спасают маленькую Фатиму, брошенную тёткой и оказавшуюся запертой в затапливаемом подвале.

## В ролях
- Фатима Гилязова — девочка Фатима
- Борис Лыткин — Борька
- Александр Завьялов — Шурка
- Екатерина Корчагина-Александровская — тётка Фатимы
- Вероника Бужинская — Вера, пионервожатая
- Фёдор Богданов — член общества «Друг детей»
- Леонид Добровольский — эпизод

## Критика
«Адрес Ленина» вышел на экраны летом 1929 года и сразу стал одним из самых популярных детских фильмов.
Дебютная работа художника-декоратора Николая Суворова:

Уже в фильме «Адрес Ленина» (1929), Суворов обнаруживает характерные для него признаки экспрессионистического подхода к решению декораций. Он стремится ими подчеркнуть психологическое состояние персонажей, драматизм происходящих событий, в частности превратности судьбы одинокого ребёнка в большом, неприветливом городе. Так, например, характеризуя современный шумный город, в котором затерялся человек, он трактует его внешний облик, как «каменные джунгли» с тесными дворами и мрачными подворотнями.— Г. А. Мясников
Дебютная работа оператора Вячеслава Горданова:

Образ Ленинграда в фильме В. Петрова «Адрес Ленина» (1929), великолепно снятом оператором В. Гордановым, несомненно, впечатлял, но и следы умозрительности, форсированной образности были несомненны. Они шли не от материала, а от заранее сложившегося отношения к нему.— киновед А. Л. Казин

На контрасте темного и светлого — уходящего старого мира и новой жизни — строился фильм. Судя по отзывам, линия пионеров меньше удалась Горданову. И хотя эти эпизоды были сняты вполне профессионально, они все-таки уступали по выразительности и началу фильма, и сценам в подвале.— киновед Я. Л. Бутовский
Фильм демонстрировался в США под названием «Children of the New Day» («Дети Нового Дня»):

«Дети Нового Дня» изображает деятельность группы детей, известных как пионеры, чей долг состоит в том, чтобы сделать счастливыми менее удачливых подростков, построив детские площадки, обучая их играть и сообщая о плохих случаях соответствующим должностным лицам. Эти дети, несмотря на их утонченные взгляды и в некоторых случаях очкастые физиономии, которые, кажется, добавляют мудрости даже самым маленьким, остаются всего лишь подростками, как и в любой другой стране, и именно с некоторой ложной надеждой те, кто писал субтитры, заставляли их называть друг друга «бюрократами» и действовать так, как будто они проникнуты мудростью Ленина. В целом это просто ещё одна сказка, с маленькой девочкой по имени Фатима в роли маленькой Девочки со спичками или Золушки или любого другого знакомого персонажа, и в этом случае пионеры — это сказочные принцы.
Оригинальный текст (англ.)"Children of the New Day" depicts the activities of a group of children known as the pioneers, whose duty it is to make less fortunate youngsters happy by constructing playgrounds, teaching them to play and reporting poor cases to the proper officials. These children, regardless of their sophisticated attitudes and in some instances, bespectacled countenances that seem to add an air of wisdom to even the youngest, remain only youngsters as in any other country, and it is with some false hope that those who wrote the subtitles made them call each other "bureaucrats" and act as if imbued with the wisdom of a Lenin.Otherwise the picture is just another fairy story, with a little girl named Fatima as the Little Match Girl or Cinderella or any of the other familiar characters. In this case the pioneers, the young stalwarts of Russia, are the fairy princes.
— газета «The New York Times», 1930 год